# Heptanthura tuberculata
Heptanthura tuberculata is een pissebed uit de familie Expanathuridae. De wetenschappelijke naam van de soort is voor het eerst geldig gepubliceerd in 1991 door Kensley & Heard.